# Perianthomega
Perianthomega es un género monotípico de pequeños árboles perteneciente a la familia de las bignoniáceas. Su única especie: Perianthomega vellozoi, es originaria de  Bolivia, Brasil y Paraguay.

## Taxonomía
Perianthomega vellozoi fue descrita por Louis Édouard Bureau  y publicado en Videnskabelige Meddelelser fra Dansk Naturhistorisk Forening i Kjøbenhavn 1893: 105. 1893[1894].
Sinonimia
- Bignonia perianthomega Vell.
- Memora perianthomega (Vell.) Miers
- Stizophyllum triternatum J.C.Gomes	[2]